# Drosophila eumecothrix
Drosophila eumecothrix är en tvåvingeart som beskrevs av Elmo Hardy 1965. Drosophila eumecothrix ingår i släktet Drosophila och familjen daggflugor.
Artens utbredningsområde är Hawaii.